# 萊韋克山
萊韋克山（L'Evèque），是瑞士的山峰，位於該國南部，由瓦萊州負責管轄，屬於本寧阿爾卑斯山脈的一部分，海拔高度3,716米，每年平均降雨量1,358毫米。